# Nowaja Pustyń (stacja kolejowa)
Nowaja Pustyń (ros. Новая Пустынь) – stacja kolejowa w pobliżu miejscowości Nowaja Pustyń, w rejonie szyłowskim, w obwodzie riazańskim, w Rosji. Położona jest na linii Moskwa – Riazań – Samara.